# Jan Gerritsz. van Bronckhorst

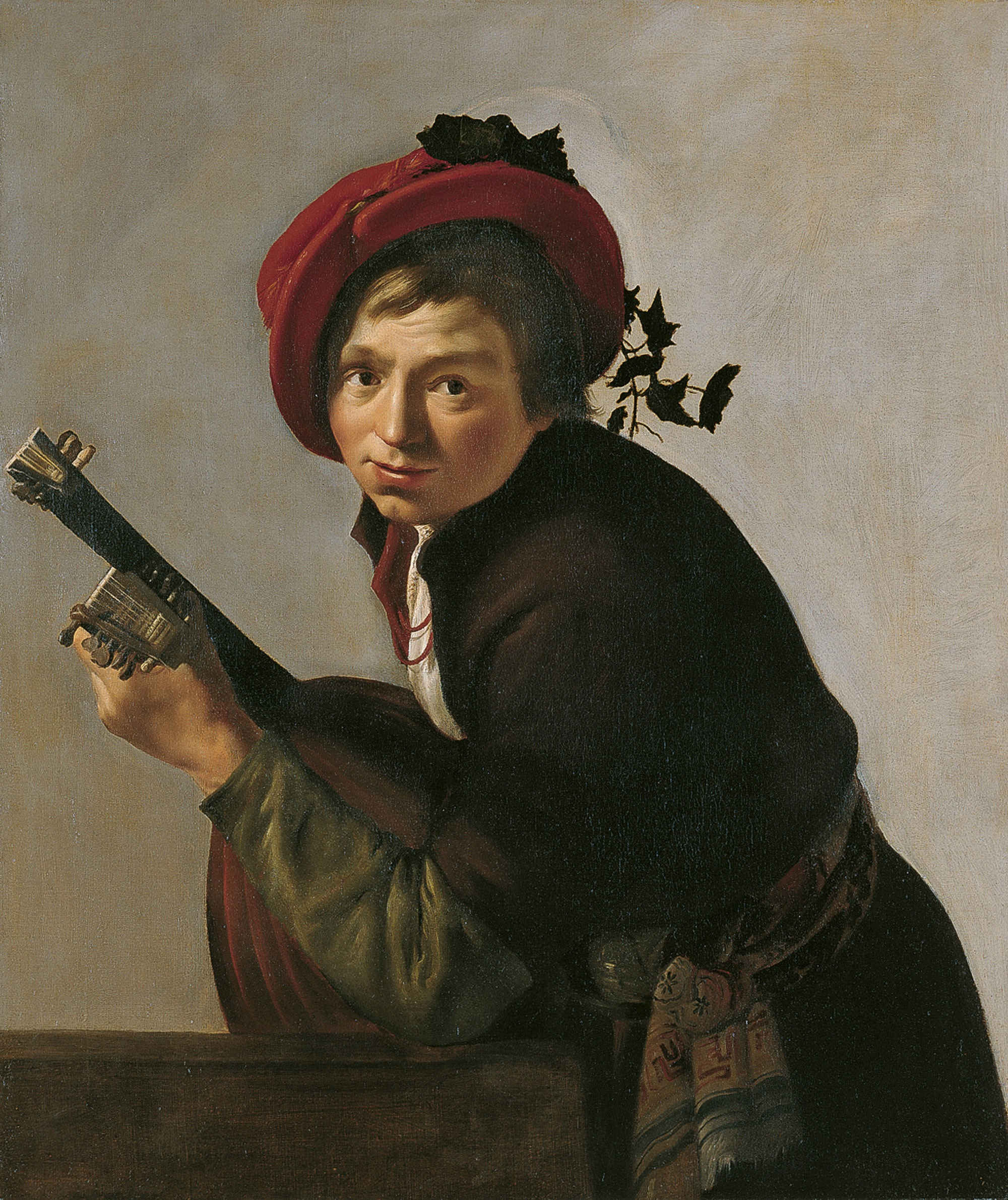
Joven tocando la tiorba, óleo sobre lienzo, 97,8 x 82,6 cm, Madrid, Museo Thyssen-Bornemisza.

Jan Gerritsz. van Bronckhorst o Bronchorst (Utrecht, ca. 1603–Ámsterdam, 1661) fue un pintor barroco neerlandés relacionado con el caravaggismo de la escuela de Utrecht.

## Biografía
Nacido en Utrecht probablemente en 1603, hijo de un jardinero, en 1614 se colocó como aprendiz con Jan van der Burch, pintor sobre cristal, con quien pasó poco más de un año. Continuó sus estudios posiblemente en Bruselas, con un maestro que se desconoce, y luego en Arrás donde estuvo dieciocho meses entre 1620 y 1622 formándose con otro pintor de vidrieras, Peter Mathysz. Pasó luego a París, donde estudió con otro especialista en la pintura de cristal conocido sencillamente como Chamu. El 10 de agosto de 1622 se encontraba de regreso en Utrecht, donde adquirió el derecho de ciudadanía y contrajo matrimonio en 1626. En Utrecht se dedicó inicialmente a la realización de dibujos para vidrieras y tapices con otras tareas menores, como la confección escudos de armas, pero en contacto con el caravaggista Gerrit van Honthorst y animado por Cornelis van Poelenburgh, cuyos cuadros grabó, se orientó a la pintura de caballete y el grabado, especializándose en la pintura de género, principalmente músicos, conciertos al aire libre y pastorales, junto a motivos mitológicos y religiosos. 
El 18 de mayo de 1639 ingresó en el gremio de San Lucas, manifestando así su voluntad de iniciar una nueva etapa en su actividad artística, aunque la primera pintura fechada es ya de 1642. En 1647 se trasladó a Ámsterdam, donde en enero de 1652 adquirió la ciudadanía. Sin abandonar la pintura sobre cristal –encargado de la decoración de las vidrieras de la Nieuwe Kerk- recibió otros importantes encargos, como la pintura de algunos plafones del techo del Stadhuis, el  palacio real de Ámsterdam, con lo que llegó a reunir una considerable fortuna.
Dos de sus hijos continuaron el oficio paterno: Gerrit, que abandonó la carrera de pintor y en 1670 entró en el ayuntamiento de Utrecht, y Johannes.